# La Voile d'Or
L’hôtel « La Voile d'Or » est un hôtel de la commune de Saint-Jean-Cap-Ferrat (Alpes-Maritimes), dominant le port et faisant face à la ville de Beaulieu-sur-Mer. C'est un établissement saisonnier, ouvert de mai à octobre.

## Historique
En 1895, un hôtel-restaurant portant le nom de « Hôtel et restaurant de Paris » ouvre avec 4 chambres.
De 1901 à 1925, après une première acquisition par la famille Faraut, l'hôtel subira de nombreuses modifications et agrandissements notamment par Paris Singer en 1914, le fils de l'inventeur de la machine à coudre.
« La Voile d'Or » a été créée en 1925 par le champion anglais de golf et de billard, le capitaine Powell, pour recevoir ses hôtes.
Le « Golden Veil » deviendra la résidence du célèbre fils du capitaine, le réalisateur Michael Powell, et recevra de nombreuses célébrités du cinéma tels que les acteurs David Niven, Gregory Peck, Jack Hawkins.

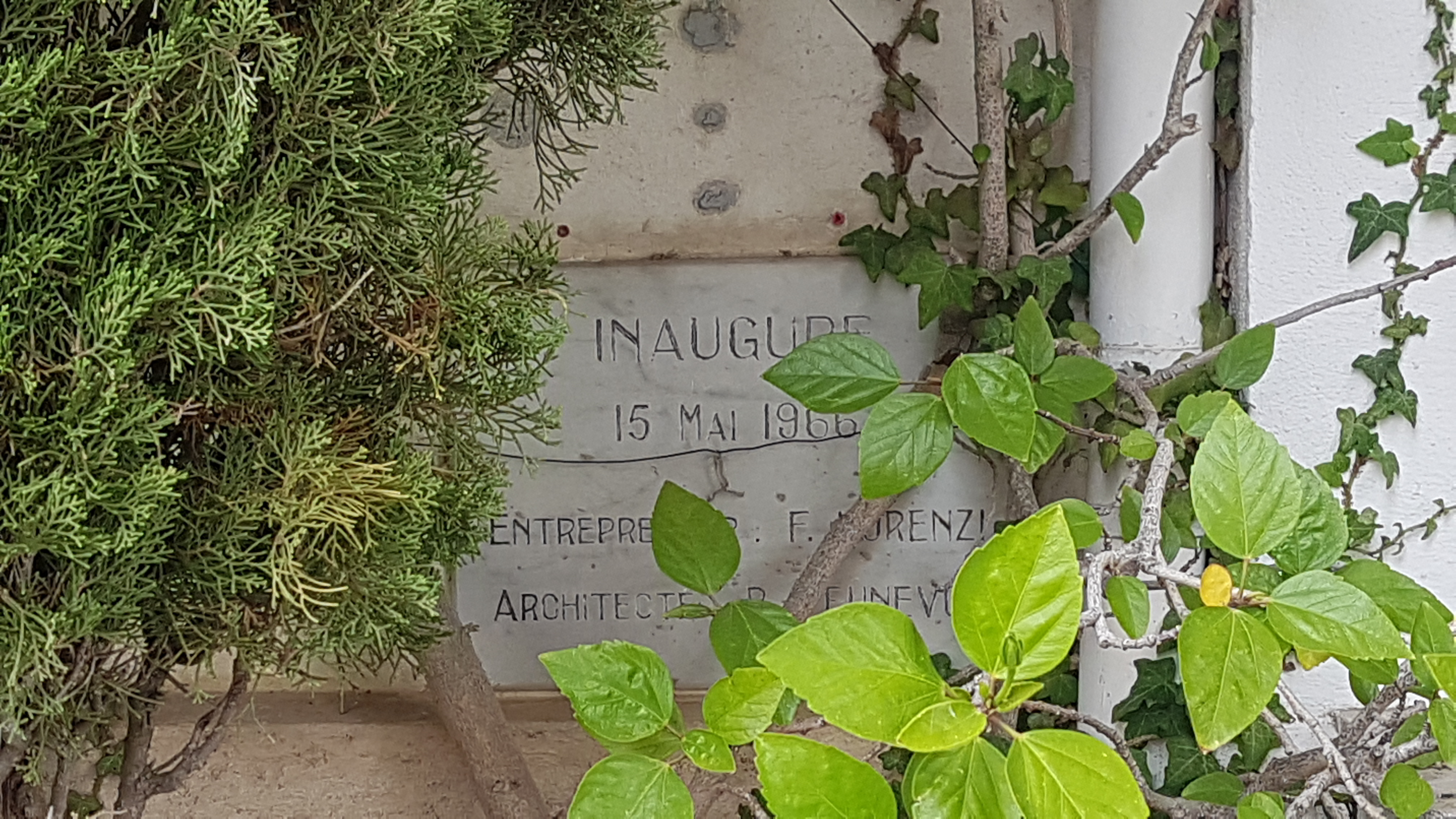
Plaque d'inauguration

En 1964, les frères Jean et Francis Lorenzi reprennent l'établissement pour l'agrandir et le transformer en hôtel de luxe, après 2 ans de travaux. L'hôtel sera dès lors considéré comme l'un des établissements les plus élégants de la planète,.
Dans les années 2000, la fille de Jean et Babeth Lorenzi, Isabelle, prendra la direction de l'hôtel pour lui offrir en 2017 sa 5e étoile.
En 2019, l'hôtel familial est vendu à une société de capitaux étrangers chypriotye pour un montant de 70 millions d'euros.
Des travaux de rénovation sont prévus sur une durée de 3 ans pour pouvoir acquérir la mention « Palace ».

## Restaurant
Le restaurant dispose d'une grande terrasse extérieure avec vue sur le port de Saint-Jean-Cap-Ferrat et la baie de Beaulieu.

## Architecture

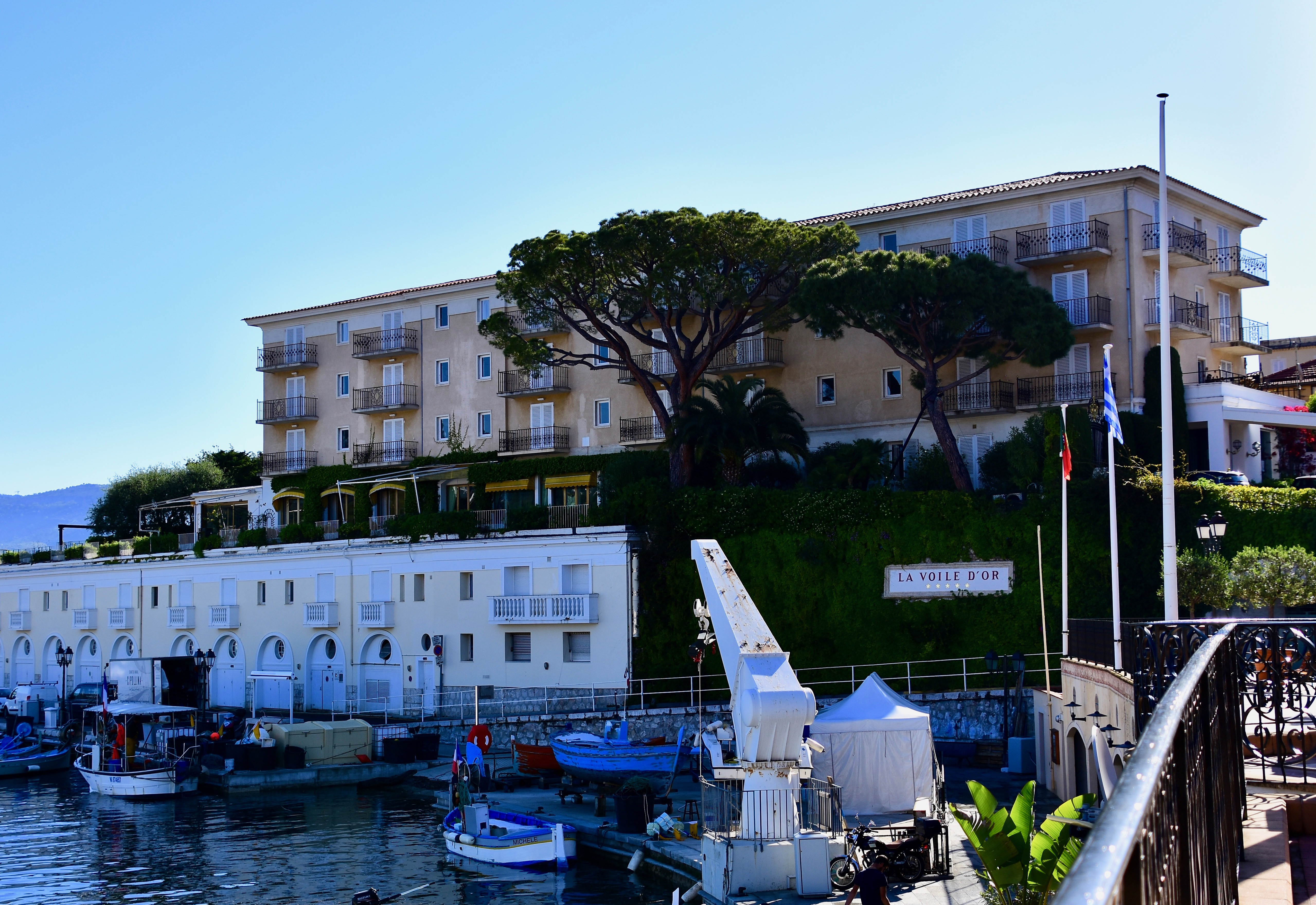
La Voile d'Or en mai 2019

### Période de 1964 à 2019
L'hôtel est composé d'un bâtiment principal avec 45 chambres, d'une piscine, ainsi que d'une plage privative avec piscine.
Le bâtiment comporte 4 niveaux supérieurs :
- rez-de-chaussée : réception, conciergerie, hall, salle de conférence, bar, restaurant, cuisine et terrasse ;
- niveaux supérieurs : chambres et suites situées face à la mer.

et 3 niveaux inférieurs :
- chambres et piscine principale ;
- loges des saisonniers ;
- garages, Local technique, plage avec piscine.

La façade est de couleur beige et les tuiles rouges à l'italienne.

### Végétation
Sont présents sur le terrain deux grands pins maritimes, ainsi que des oliviers.

### Démolition
Le 15 juillet 2021, le permis de démolir est accordé par la mairie de Saint Jean Cap Ferrat et autorise la reconstruction d'un hotel et de 2 villas sur le terrain de 6967 m2,.

Piloté par un fonds d'investissement pour le compte d'un promoteur russe Kirill Pisarev, le projet de reconstruction est compromis en 2022 à la suite des sanctions économiques de la France envers la Russie dans le cadre du conflit ukrainien,.

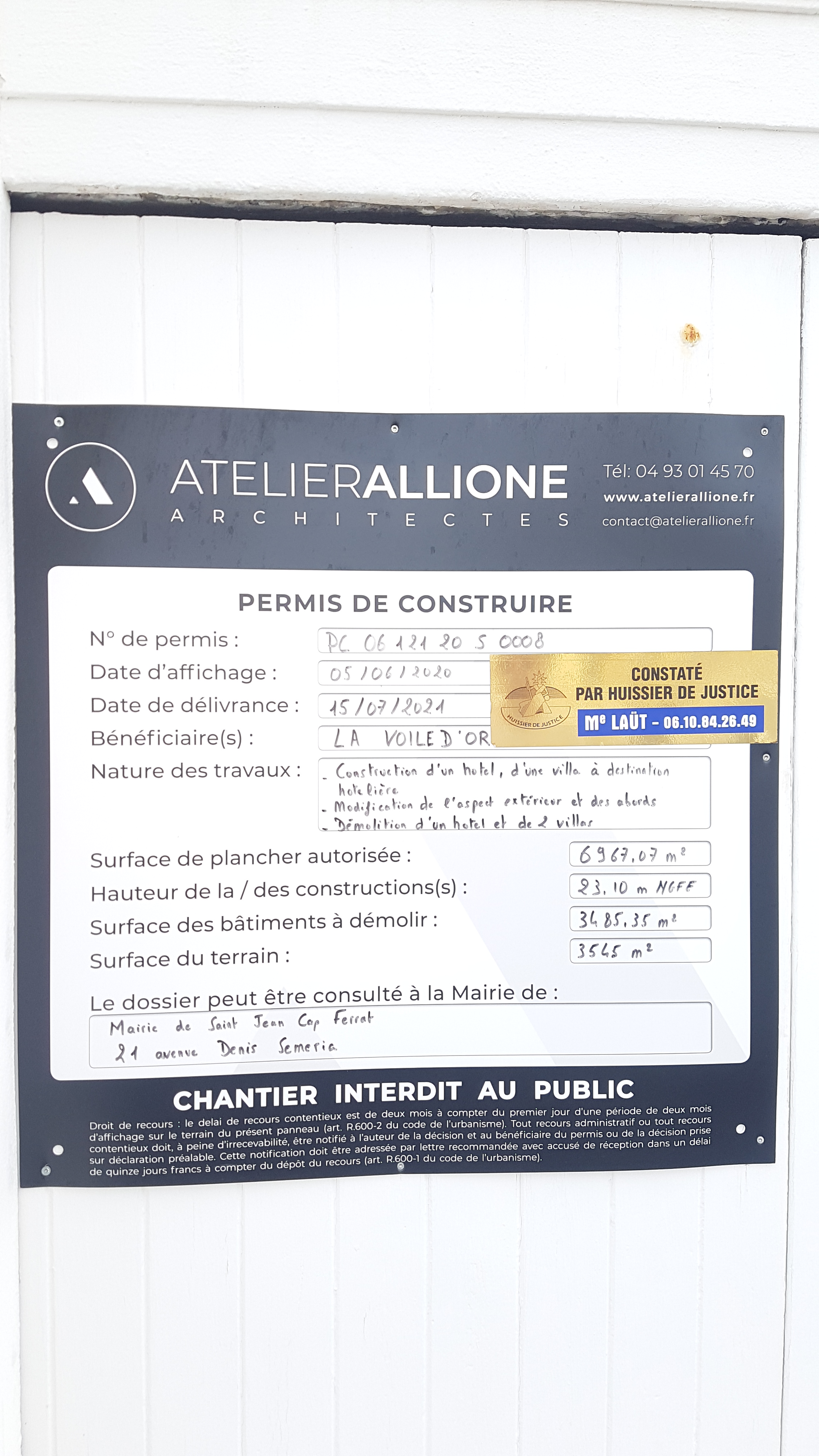
Permis de  Démolir
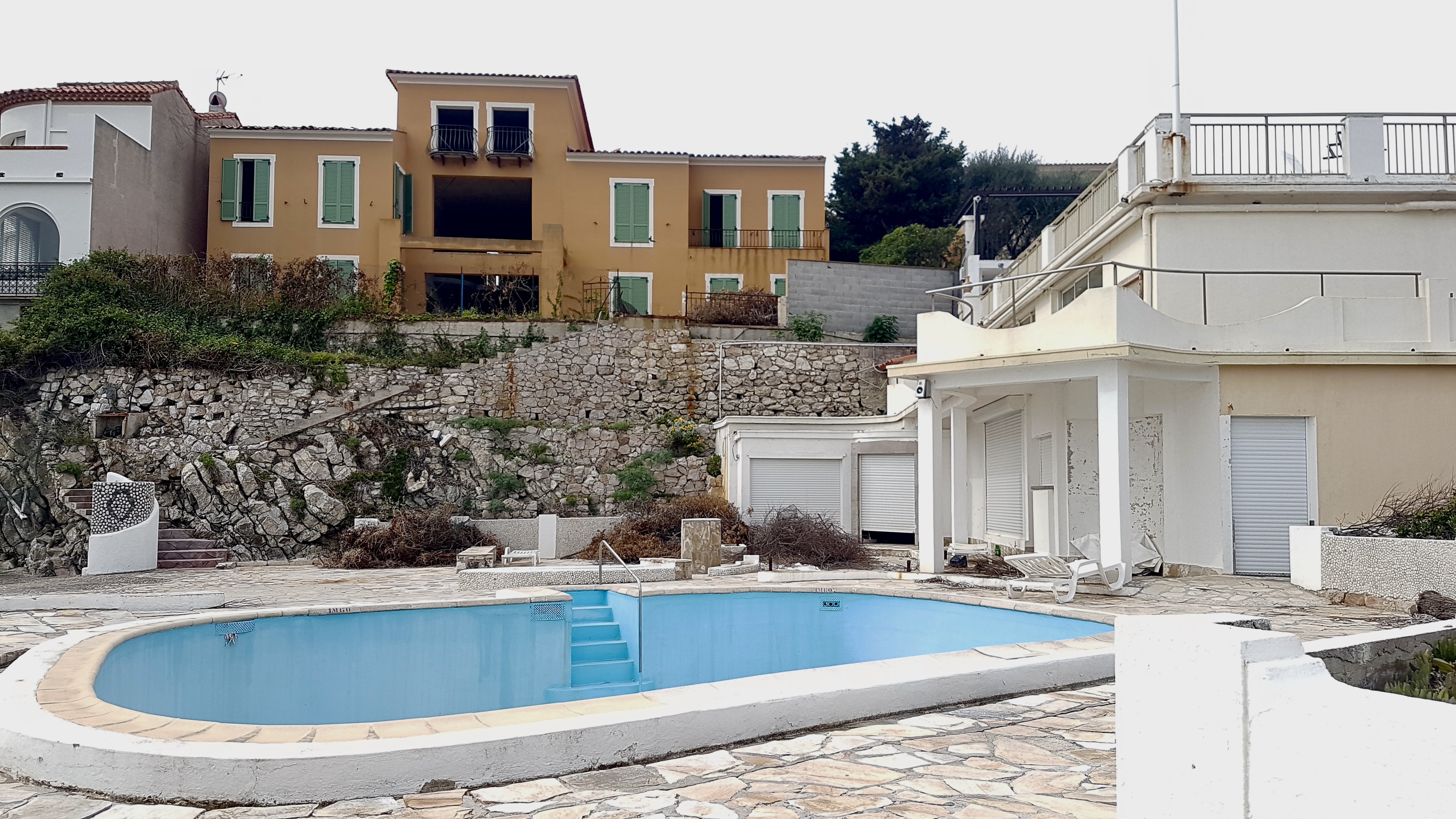
Démolition de la villa et piscine exterieure
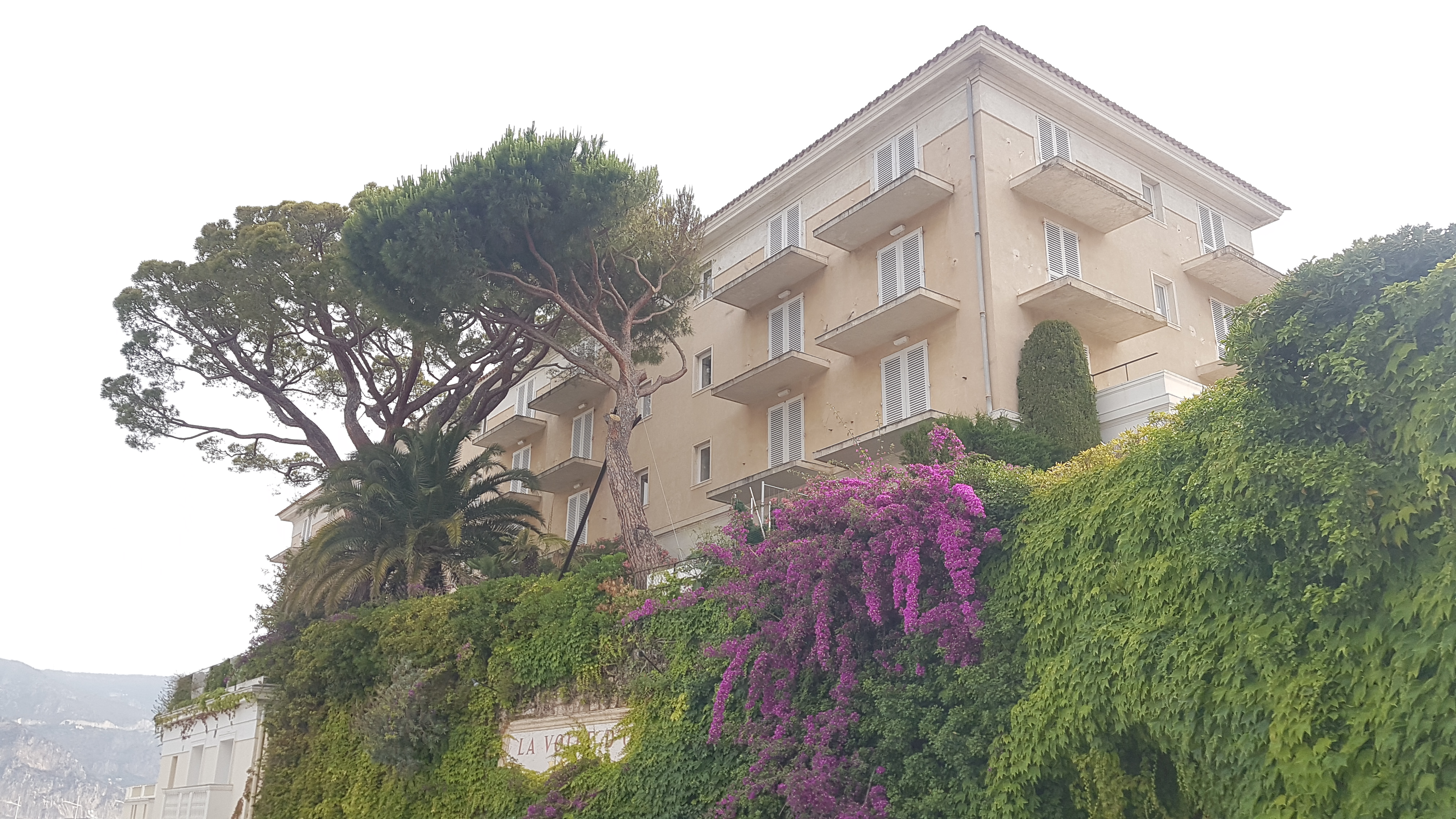
retrait des balcons en acier forgé qui comportait des têtes de pins à l or fin
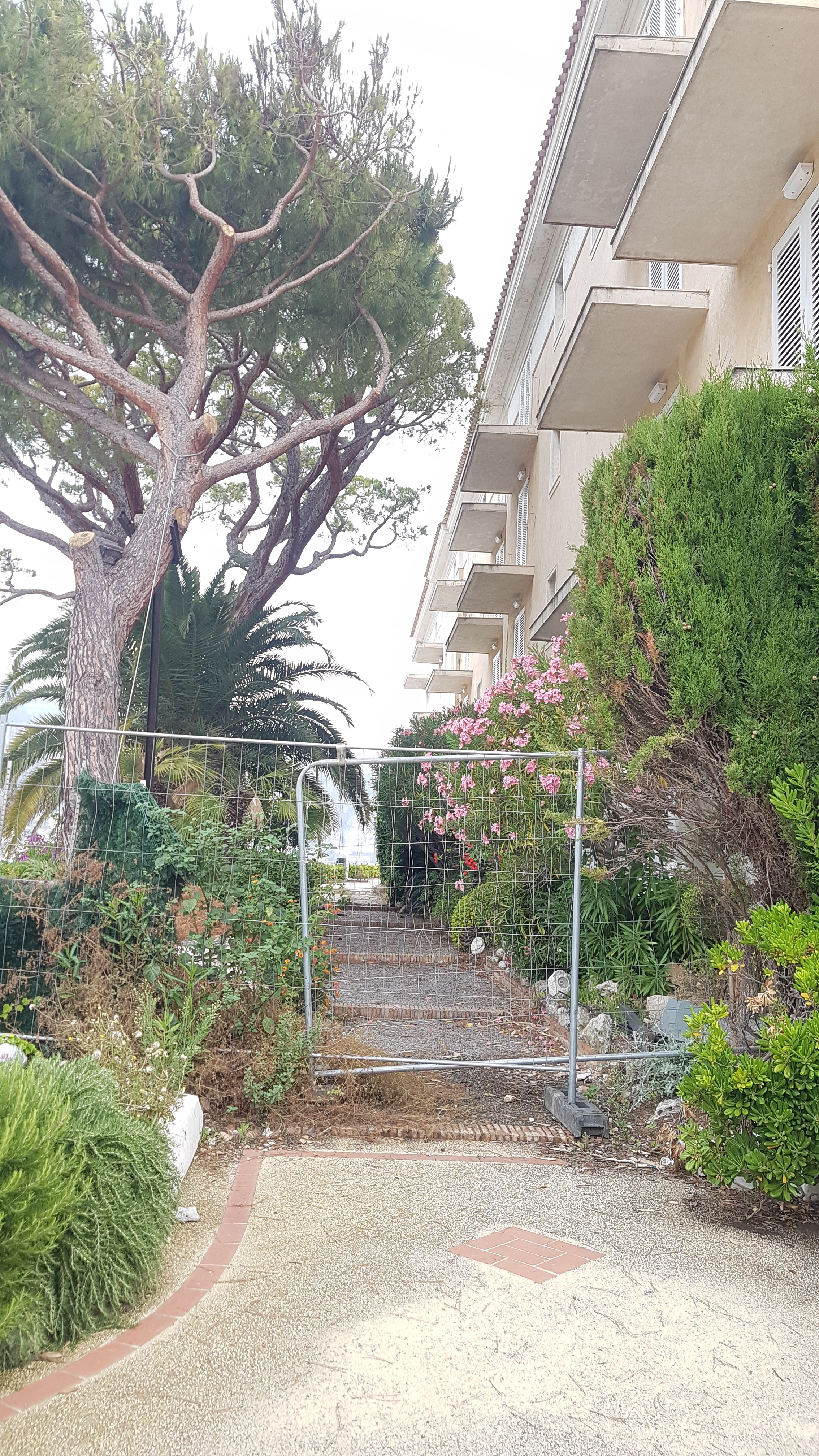
Retrait du portail en fer forgé de l'entrée jardin
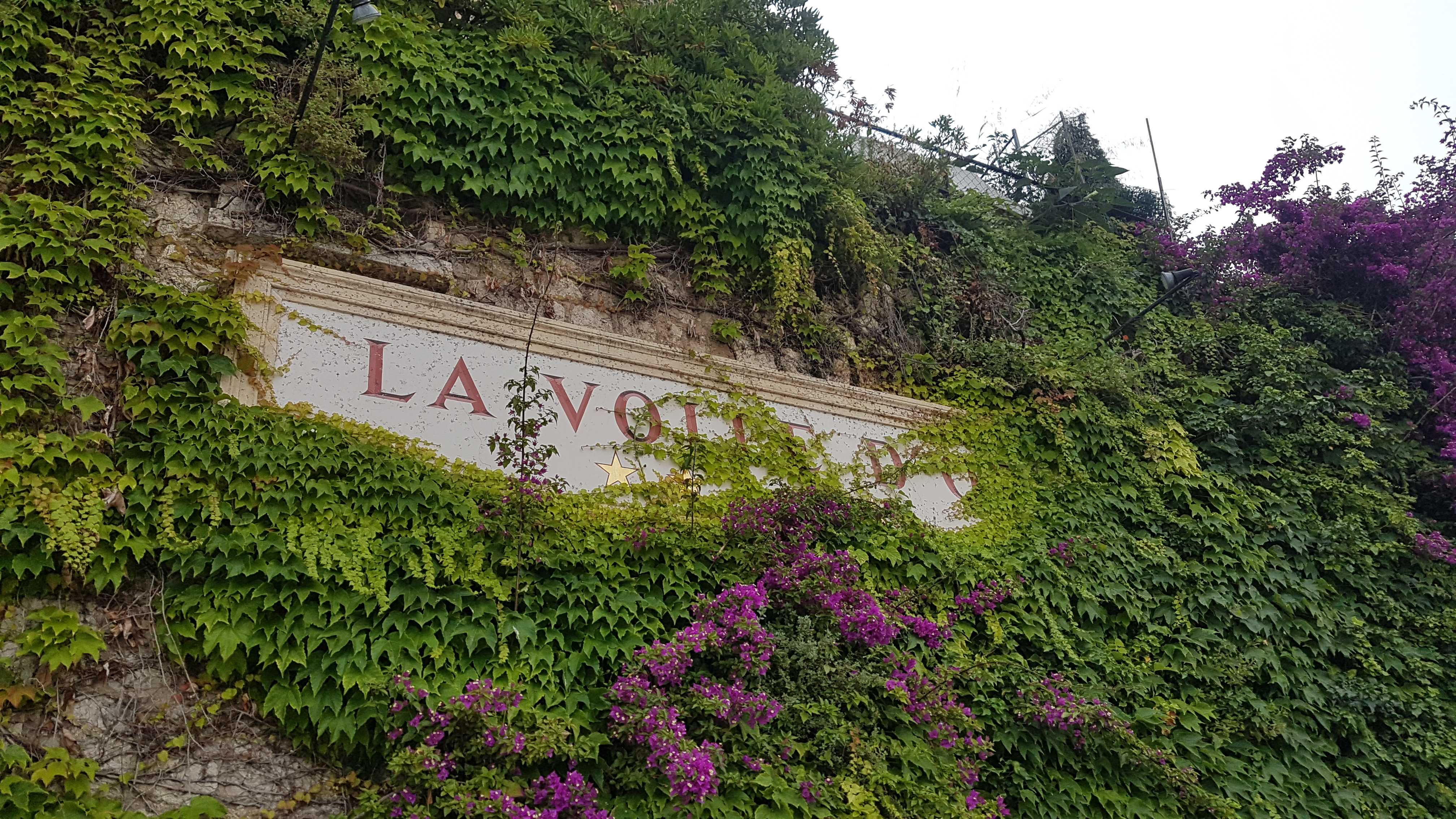
Envahissement du bougainvillier sur la plaque de l'hotel

## Dans la culture populaire

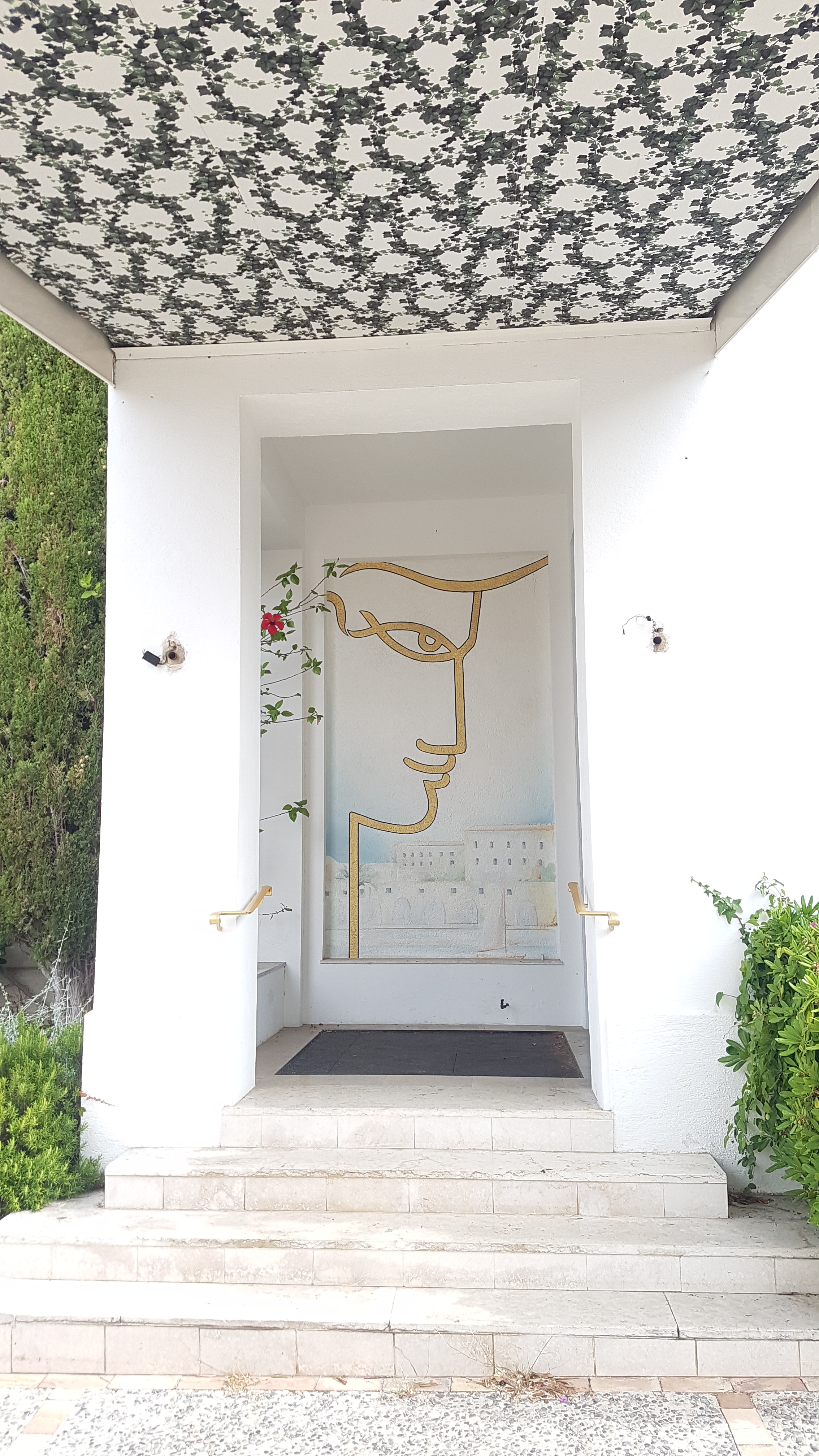
Entrée de l'Hotel

De nombreuses séquences du premier épisode de la série télévisée Amicalement vôtre, avec Roger Moore et Tony Curtis sont tournées au sein de l'hôtel,. Le 31 mai 1970, les deux acteurs sont logés à l'hôtel pour commencer le tournage.
L'écrivain américain Francis Scott Fitzgerald décrivait la Voile d'Or comme « un paradis où sont venus rois et reines, stars et capitaines d'industries ».
Le New York Times prenait en référence française la Voile d'Or pour comparer dans un article de presse les tarifs des appels téléphonique internationaux dans les hôtels de luxe.
L'hôtel tenu par les Lorenzi était réputé pour sa discrétion et recevait de nombreuses personnalités comme le chanteur Bono.
Jean Cocteau, dont une fresque est peinte sur le mur de l'entrée de l'hôtel, dira : « La Voile d'Or, a place where you sleep with your head resting on the sea ».